# Alcobaça
Alcobaça (portugalska izgovorjava: [alkuˈβasɐ] ()) je portugalsko mesto in občina v regiji Oeste, v zgodovinski provinci Estremadura in v okrožju Leiria. Mesto je zraslo ob dolinah rek Alcoa in Baça, po katerih je dobilo ime. Leta 2011 je občina imela 56.693 prebivalcev na območju 408,14 kvadratnih kilometrov. Samo mesto ima 15.800 prebivalcev.
Mesto Alcobaça je postalo opazno po tem, ko se je prvi portugalski kralj Alfonz Henrik odločil zgraditi cerkev v spomin na osvojitev Santaréma od Mavrov leta 1147. Cerkev se je pozneje razvila v samostan Alcobaça, enega najveličastnejših gotskih spomenikov v državi. V cerkvi so grobnice Pedra I. Portugalskega in njegove umorjene ljubice Inês de Castro. Skozi stoletja je ta samostan igral pomembno vlogo pri oblikovanju portugalske kulture.
Nekaj kilometrov severno od Alcobaçe je samostan Batalha, še ena gotska stavba, zgrajena v spomin na drugačno pomembno bitko, tisto pri Aljubarrota. Zahodno od Alcobaçe je ribiška vasica Nazaré, zdaj priljubljeno letovišče. Na jugu je mesto Caldas da Rainha in srednjeveško mesto Óbidos. Na severovzhodu je mesto Porto de Mós s prenovljenim gradom.

## Etimologija
Izvor imena je sporen. V rimskih časih je naselje verjetno nosilo ime Helcobatiae, ki naj bi se po osvojitvi Mavrov spremenilo v Al-cobaxa. Ena teorija sedaj izpeljuje ime rek Alcoa in Baça, ki se srečata v Alcobaçi, iz Al-cobaxa, medtem ko druga meni, da sta reki istoimenski.

## Zgodovina
Na območju Alcobaça obstajajo dokazi o poselitvi v bronasti dobi. V rimskih časih se je naselje imenovalo Helcobatiae in je spadalo v provinco Hispania Ulterior, po reformi cesarja Avgusta pa v provinco Luzitanija, tja v podprovinco Scalabis, današnji Santarém. Območje Alcobaçe je prečkala rimska cesta, ki je med drugim povezovala rimska mesta Colipo (São Sebastião do Freixo blizu Leirije), Aradukta (verjetno današnji Alfeizerão) in Eburobritium (blizu Óbidosa).
Alcobaça je postala opazna v 12. stoletju, ko je bila izbrana za bodočo lokacijo največje portugalske cerkve. Marca 1147 je mladi kralj Dom Alfonso Henriques premagal Mavre z zavzetjem mesta Santarém. Kot poklon svoji zmagi se je zaobljubil, da bo zgradil veličasten dom za red cistercijanov. Trajalo je nadaljnjih 76 let, preden je bila ta naloga dokončana. Monarhija je nadaljevala z nadaljnjo gradnjo in 60 let kasneje je kralj Denis zgradil glavni križni hodnik. Samostan je bil posvečen leta 1262.
Cerkev vsebuje grobnice Pedra I. Portugalskega in njegove umorjene ljubice Inês de Castro. Pedro se je poročil s Constanzo, kastiljsko infantinjo (princeso), vendar je pobegnil s svojo ljubico Inês in pozneje živel v mestu Coimbra. Njegov oče, kralj Alfonz V., je verjel, da družina Inês ogroža njegovo kraljestvo, in jo je dal umoriti. Kmalu po očetovi smrti je Pedro izjavil, da se je poročil z Inês na predhodni skrivni slovesnosti v Bragançi, ter se grozljivo maščeval morilcem in izkopal njeno truplo. Balzamirano truplo je predstavil na dvoru s krono na glavi in zahteval, da vsi njegovi dvorjani pokleknejo in se posamično poklonijo njeni razpadli roki. Danes sta njuni okrašeni grobnici obrnjeni drug proti drugemu, da bi na sodni dan najprej videl Inês.
V naslednjih stoletjih so imeli menihi iz tega samostana velik vpliv na razvoj portugalske kulture. Predvsem leta 1269 so bili prvi, ki so dajali javne lekcije svoji kongregaciji, kasneje pa so izdali prvo verodostojno zgodovino Portugalske v seriji knjig. Leta 1810 so napadalci Francozi oropali samostan in s seboj odnesli večino njenih najpomembnejših zakladov, vključno z omembe vredno knjižnico. Predmeti, ki so ostali, so bili pozneje ukradeni leta 1834 med protiklerikalnimi nemiri in prepovedjo verskih redov na Portugalskem.

### Samostan Alcobaça
Alcobaça je dom Mosteiro de Alcobaça, enega največjih, najbolj znanih in najstarejših samostanov v državi (svetovna dediščina). Bil je sedež Real Abadia de Alcobaça (kraljeva opatija Alcobaça), ki je od leta 1567 tudi predsedovala vsem portugalskim cistercijanskim samostanom kot avtonomna kongregacija cistercijanov svetega Bernarda iz Alcobaçe. Kompleks sega v leto 1153, ko je prvi portugalski kralj Alfonz Henrik dal cistercijanskemu redu približno 500 km² veliko poznejše samostansko območje, ki so ga osvojili iz rok Mavrov. Bernard iz Clairvauxa (1090–1153), opat glavnega cistercijanskega samostana v Clairvauxu in eden najvplivnejših klerikov svojega časa, mu je pomagal v njegovih sporih z Alfonzom VII. Leona in Kastilije. Zaradi enostransko razglašene neodvisnosti Portugalske in samookronanja Alfonza Henrika za portugalskega kralja leta 1139 si je verjetno zagotovil podporo papeža, zlasti ker je od leta 1145 do 1153 na papeškem prestolu sedel cistercijanec Evgen III. prvič. Papeška bula o priznanju Portugalske, zdaj s strani Aleksander III., vendar je to trajalo do leta 1179.
Gradnja samostana se je začela leta 1178 in je bila dokončana leta 1240 s prvim delom (cerkev in prvi križni hodnik). Zaradi začetnega močnega pritoka menihov, predvsem iz Burgundije, so kompleks nenehno širili, vključno z dodajanjem treh dodatnih križnih hodnikov (od katerih sta dva, poleg prvega iz leta 1178, še ohranjena). Knjižnica je bila zgrajena leta 1755, ena največjih na Portugalskem v tistem času, preden se je moral Alcobaça, kot vsi drugi samostani na Portugalskem, zapreti zaradi vladnih odredb leta 1834, potem ko so menihi že zapustili samostan prejšnje leto.
{{

### Grad Alcobaça
Zahodno in 70 metrov nad samostanom so ruševine Castelo de Alcobaça, grajskega mavrskega kompleksa, po drugem mnenju že vizigotskega izvora. Skupaj z gradovi Leiria, Santarem in Alfeizeirão je verjetno služil Mavrom kot frontna črta med rekama Tajo in Mondego. Med rekonkvisto v 12. stoletju je bil močno uničen, zato sta ga od leta 1147 obnovila kralj Afonz Henrik in predvsem njegov naslednik kralj Sančo I. Portugalski (1154–1211). V obdobju, ki je sledilo, je služil predvsem za zaščito menihov pred večkratnimi vpadi Mavrov, kot v letih 1184 in 1195, ko je bil samostan v gradnji močno porušen. Leta 1422 je bil grad močno poškodovan v potresu, a so ga obnovili. Ponovno je bil močno poškodovan v potresu v Lizboni leta 1755. Leta 1838 je kraljica Maria II. Portugalska ukazala porušiti grad in grofija je začela prodajati kamne, ki so bili uporabljeni v številnih civilnih zgradbah tistega časa. Zunanje obzidje je bilo delno obnovljeno v letih 1952/53.

### Coutos de Alcobaça
Iz samostana v Alcobaçi so v naslednjih stoletjih obdelovali in poseljevali zemljo, ki mu je bila podarjena. Večina drugih mest v okrožju je nastala iz mlečnih kmetij, ki so jih ustanovili menihi, kar je še danes mogoče videti v cerkvah in sramotilnih stebrih (pelourinhos, stebri ubogih grešnikov). Na ta način je nastala posvetna domena opatije, Coutos de Alcobaça, ki je poleg Alcobaçe vključevala še 13 drugih mest. Poleg vinogradništva so menihi gojili tudi orehe in oljke, kasneje pa tudi sadje, po katerem je Alcobaça znana še danes in soline za pridelavo soli v celinskih lagunah. V Alfeizerão, ki je zdaj v notranjosti skoraj 5 km od lagune São Martinho do Porto, pa tudi v Pederneiri, ki je zdaj del Nazaréja, in Paredes da Vitória, je imel samostan že v srednjem veku svoja pristanišča.

## Uprava
Alcobaça je sedež istoimenskega okrožja, občinske samouprave v Município de Alcobaça. Okrožje (Concelho) Alcobaça spada v okrožje Leiria. 19. aprila 2021 je okraj štel 54.965 prebivalcev na površini 408,1 km²[3]. Alcobaça je tudi sedež prvostopenjskega sodišča.
Sosednja okrožja so Marinha Grande na severu, Leiria, Porto de Mós, Santarém in Rio Maior na vzhodu, Caldas da Rainha na jugovzhodu in Alcobaça obdaja Nazaré na zahodu in meji na Atlantik na obeh straneh.
Z regionalno reformo septembra 2013 je bilo več občin združenih v nove občine, tako da se je število občin (civilnih župnij -freguesias) zmanjšalo z 19 na 13:
- Alcobaça e Vestiaria
- Alfeizerão
- Aljubarrota
- Bárrio
- Benedita
- Cela
- Coz, Alpedriz e Montes
- Évora de Alcobaça
- Maiorga
- Pataias e Martingança
- São Martinho do Porto
- Turquel
- Vimeiro

## Gospodarstvo
Alcobaça in regija sta znani po sadjarstvu ter proizvodnji keramike in stekla, ki je od konca prejšnjega stoletja močno upadala. Poleg mesta Alcobaça je turizem še posebej pomemben za dele okrožja, ki gledajo na Atlantik.

## Bližnje lokacije
Nekaj kilometrov severno od Alcobaçe je še ena čudovita stavba, zgrajena v spomin na drugačno pomembno bitko, tisto pri Aljubarrota leta 1385, ko je portugalski kralj Ivan I. premagal Kastiljce in zagotovil dvestoletno neodvisnost od kastiljskih osvajalcev. Gradnja samostana v Batalhi se je začela leta 1388 in so jo v naslednjih dveh stoletjih dodajali različni portugalski kralji. Vzhodno od Batalhe je svetovno znana lokacija Fátima in romarska točka rimskokatoliške vere zaradi videnja Device Marije leta 1917 s strani treh majhnih otrok, medtem ko so skrbeli za svojo čredo. Zahodno od Alcobaçe je znana ribiška vasica Nazaré. Danes je vas majhno mesto in priljubljeno počitniško letovišče, katerega večina preteklosti in tradicije je sčasoma hitro izginila. V začetku 20. stoletja je bil posnet zelo uspešen portugalski celovečerec, ki je dramatično ujel primitivno in nevarno življenje teh ribičev. Trdno katoliški prebivalci so ohranili nekaj svoje preteklosti, kar je še vedno mogoče videti v njihovem posebnem slogu noše. Na jugu je Caldas da Rainha in nenavadno srednjeveško mesto Óbidos, ki je zanimivo za vse turiste, ki uživajo v pravem vpogledu v preteklost. Na jugu je tudi mesto Porto de Mós z domišljijskim prezidanim gradom. To mesto meji na naravni rezervat Parque Natural das Serras de Aire e Candeeiros. Teh 390 kvadratnih kilometrov z apnencem pokrite pokrajine je znanih tudi po svojih kavernah. Najbolj znana je Grutas de Mira de Aire, ki jo je mogoče obiskati in je sestavljena iz predorov, kavern s kapniki, stalagmiti, jezer ter glasbenega in svetlobnega zaključka.